# Joan Bosco
Giovanni Melchiorre Bosco (Castelnuovo Don Bosco, Piemont, Regne de Sardenya, 16 d'agost de 1815 - Torí, 31 de gener de 1888) fou un eclesiàstic i pedagog piemontès, fundador de la Congregació Salesiana i la de les Filles de Maria Auxiliadora. Fou conegut com a Don Bosco.

## Orígens familiars

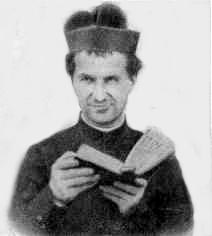
Fotografia del sant

Va nàixer el dia consagrat a l'Assumpció de Maria al cel de l'any 1815, en Morialdo, barri de Castelnuovo d'Asti.

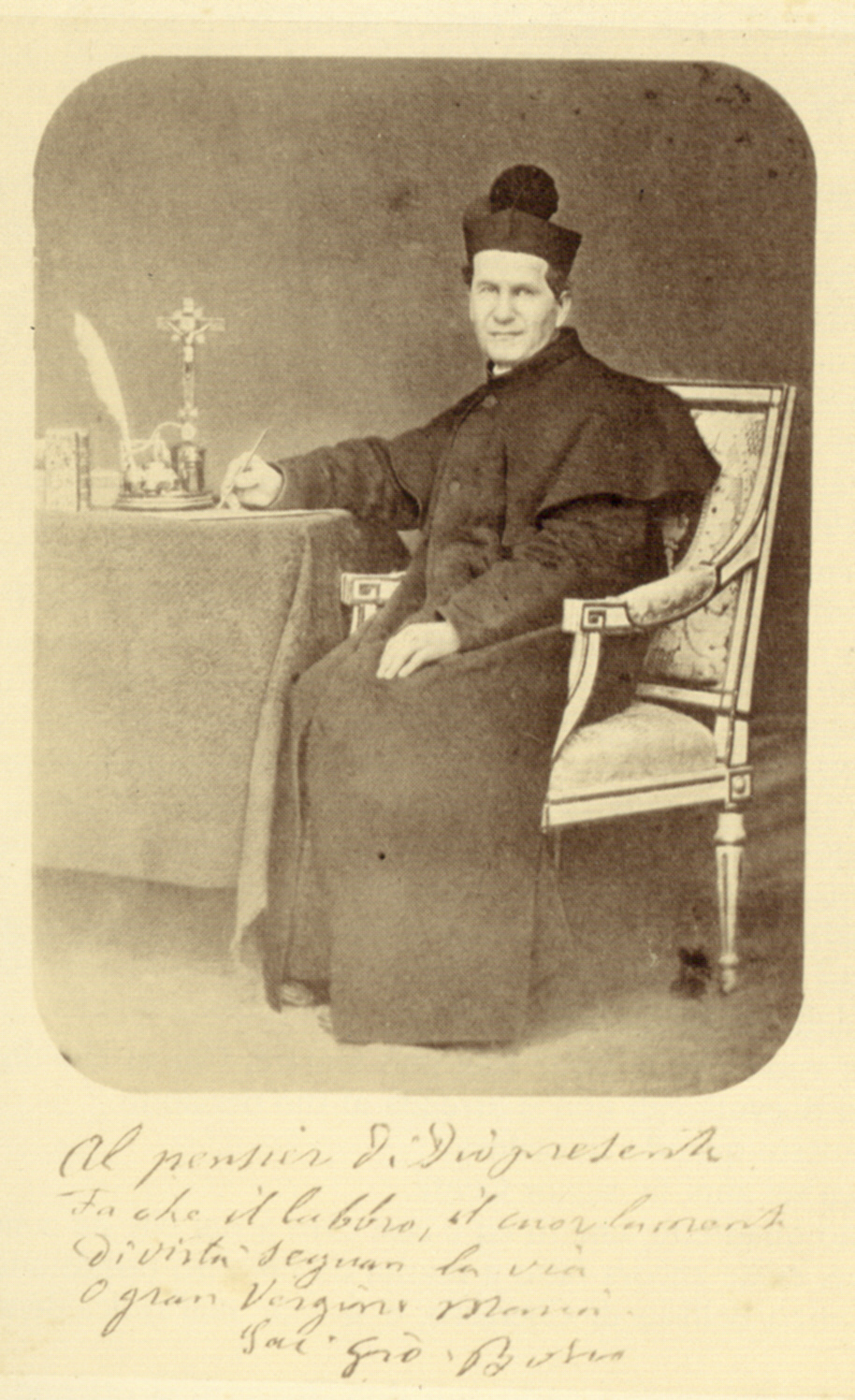
El sant escrivint, 1865-68

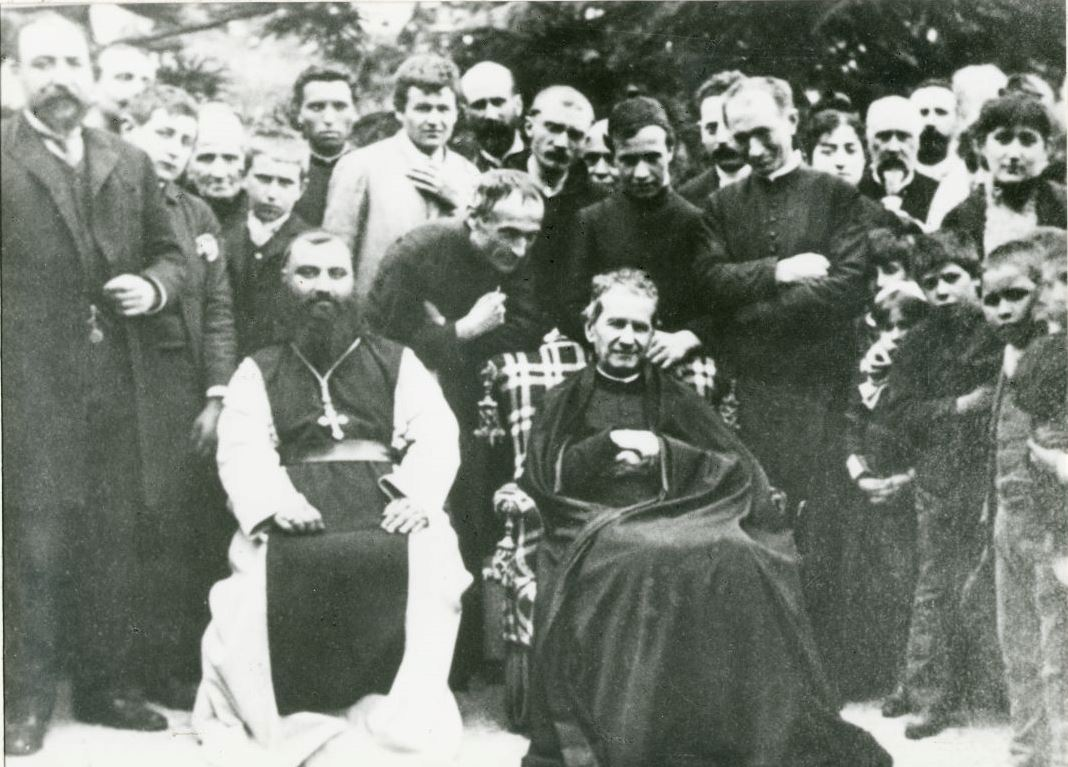
Visita de Joan Bosco a Martí-Codolar el 1886. Dret a l'esquerra, Lluís Martí-Codolar; assegut a la dreta, Joan Bosco

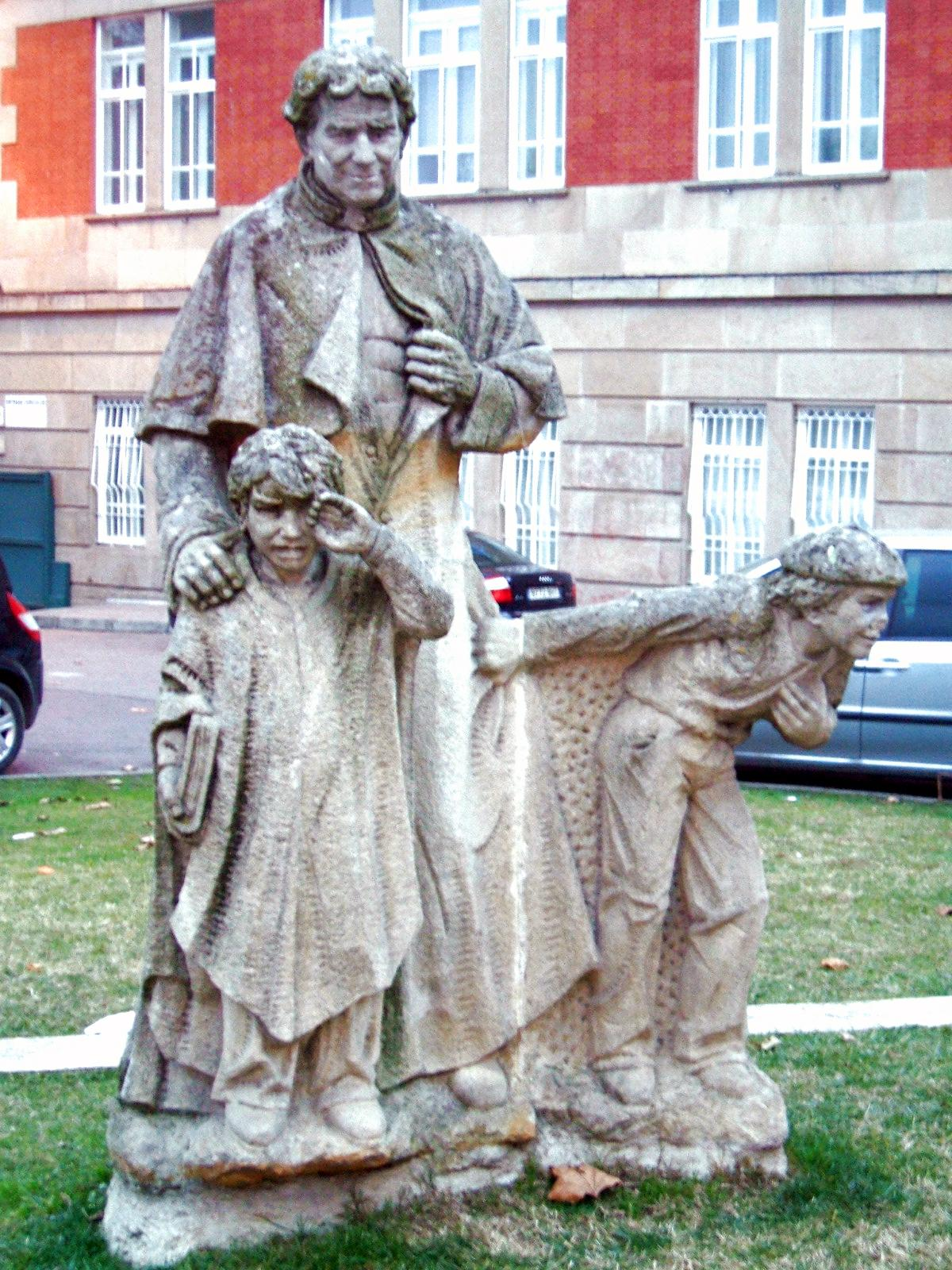
Estàtua a Ourense (parròquia de Maria Auxiliadora)

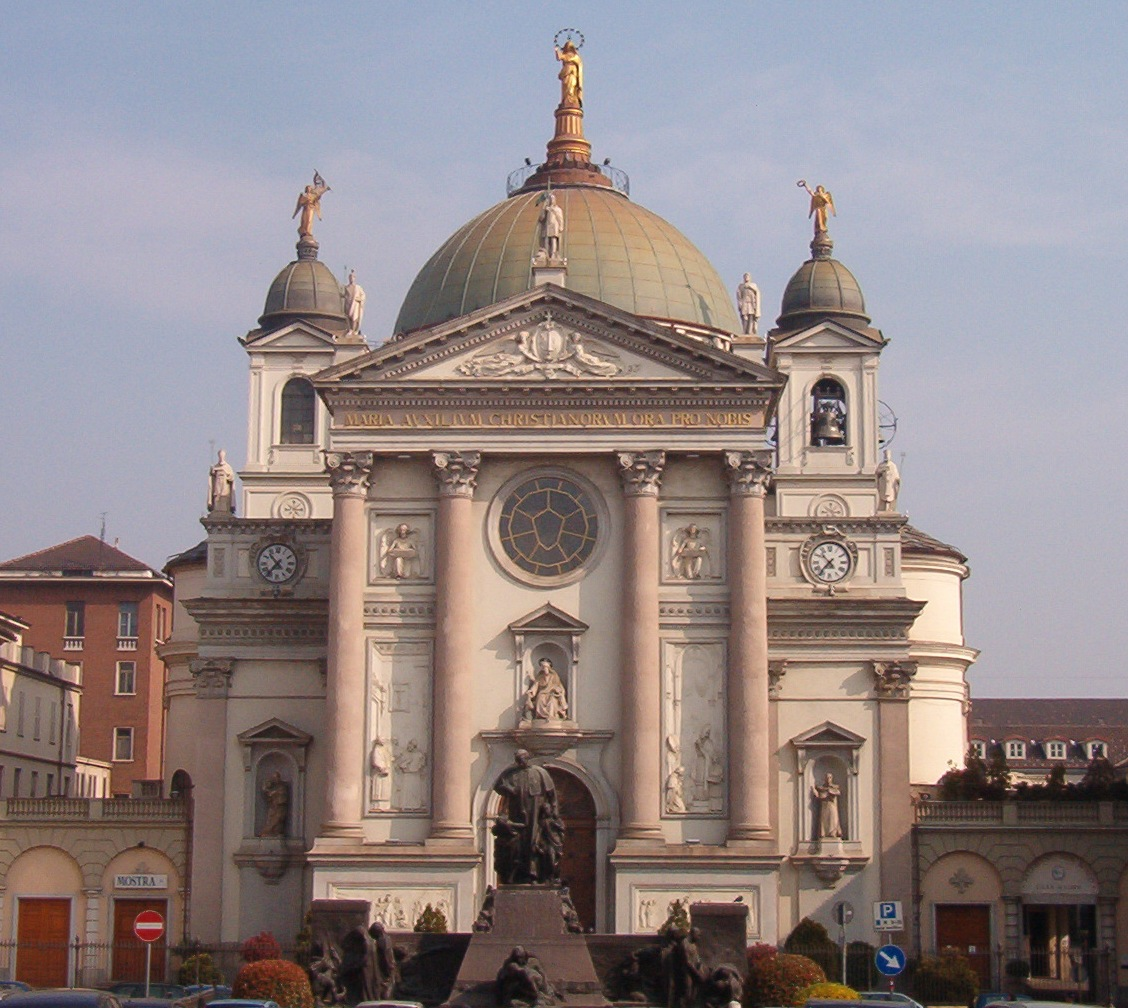
Basílica de Maria Ausiliatrice (Torí), amb la tomba del sant

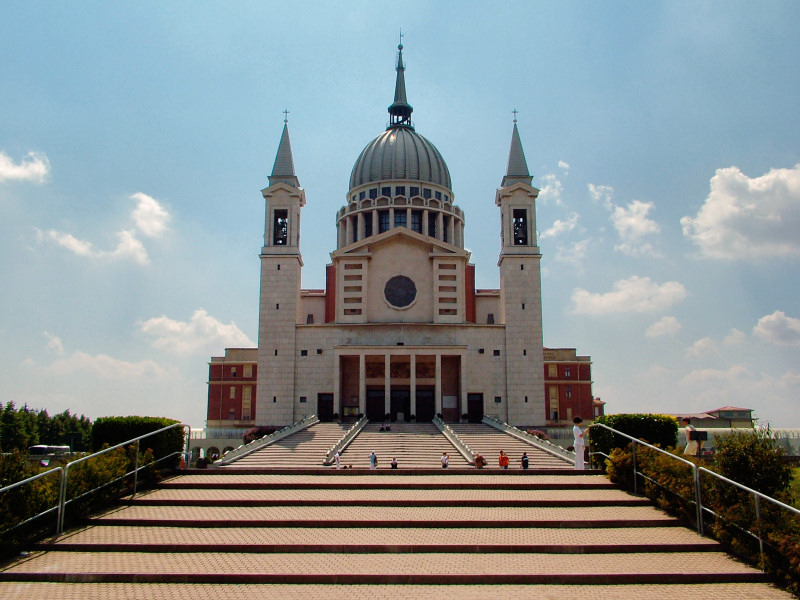
Basílica Don Bosco a Castelnuovo

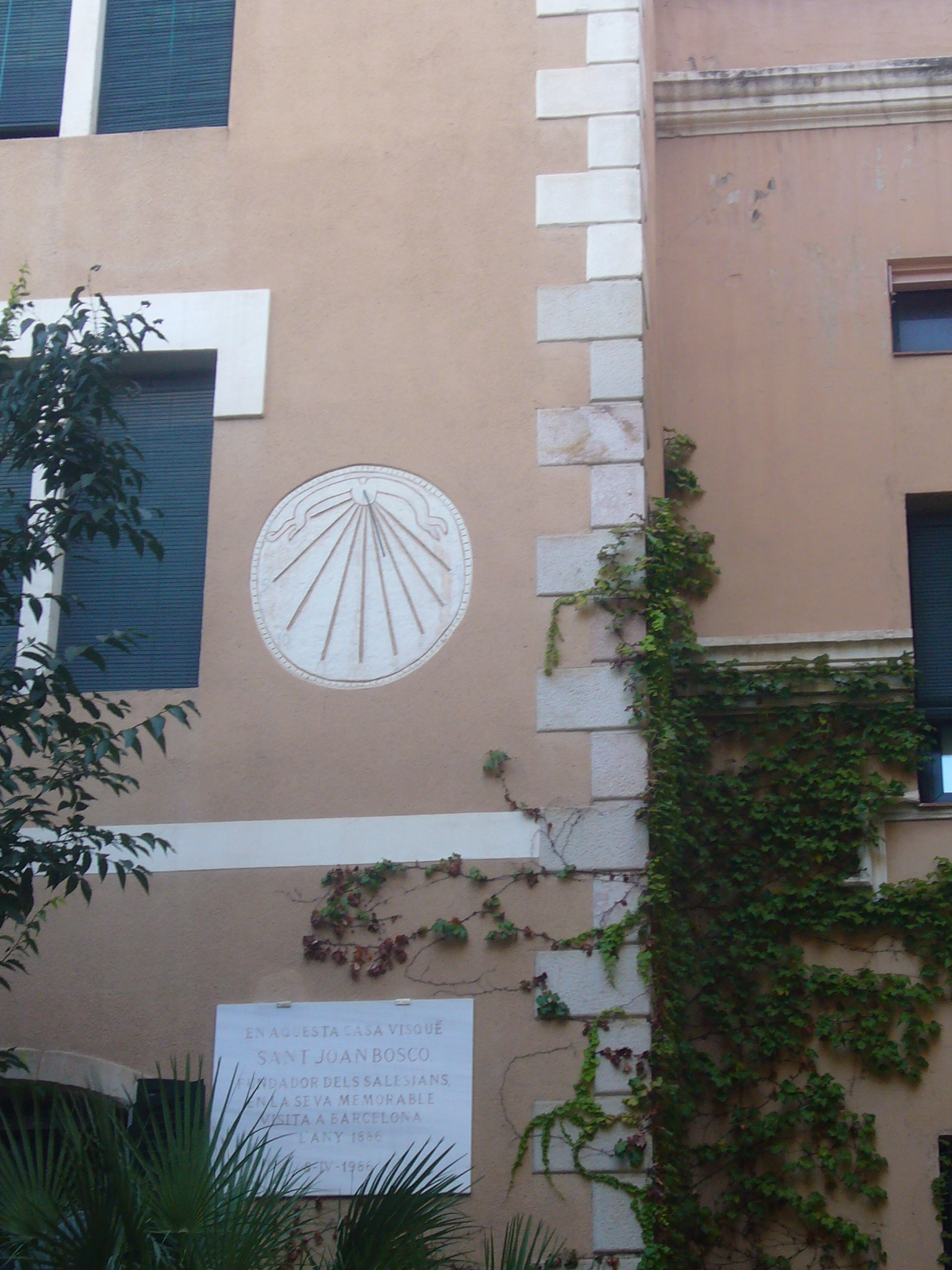
Casa on Joan Bosco va residir durant la seva visita a Barcelona l'any 1886

Fill d'una família de camperols, els seus pares van ser Francesco Bosco i Margarida Occhiena. També vivia amb la seva iaia, els seus germans majors, Antoni i Jose el primer era el major i fill del primer matrimoni de la seva mare, el segon era el germà mitjà i fill del segon matrimoni de la seva mare. El seu pare va morir quan ell tenia dos anys per una pneumònia. La seva casa estava en un poble proxim a Torí anomenat Morialdo.

## Infantesa
A una edat jove Don Bosco va haver d'anar-se'n de la seva casa perquè el seu germà Antoni li pegava i la seva mare no volia que allò finalitzara amb algú dels dos malparats. Va passar els seus primers anys treballant com a pastor d'ovelles, i va rebre la seua primera educació del sacerdot de la seva parròquia. El seu afany per aprendre va anar augmentant a mesura que creixia; la pobresa de la seua família, però, el va obligar a abandonar l'escola.
Als deu anys ja mostrava el interessos que també tindria d'adult en diverses iniciatives: estudiava el caràcter dels seus companys, per això era volgut i respectat, era el més xicotet d'estatura però tenia força i valor; feia narracions, catecisme, sermons, parlava de llibres com el Reali di Francia…; resaven un Ave María, el rosari i se santificaven; feia actuacions, funambulisme i malabars. Joan Bosco no deixava participar els que blasfemaven o no volien formar part de les pràctiques religioses que es quedaren. Joan Bosco estalviava tots els diners que li donaven, i sa mare, mamà Margarita, li donava suport en tots els seus projectes.

## Obres realitzades i model de santedat
El 1835, als vint anys, va entrar al seminari, i sis anys després va ser ordenat sacerdot. Va marxar a Torí, on es va dedicar al seu treball com a sacerdot. Realitzant visites a les presons de la ciutat i veient la situació en la qual vivien molts nens que habitaven a la zona, abandonats a males influències, va decidir dedicar la seva vida al rescat dels joves marginats. Joan Bosco va començar a instruir als nois del carrer: aviat els seus alumnes creixerien en nombre, atrets per la bondat del jove sacerdot.
El 1845, el pare Bosco va crear les escoles dominicals i nocturnes, on va implantar un nou model d'educació que va consistir en l'ensenyament d'una única matèria a la setmana, els diumenges. La seva ensenyança es va enfocar sobretot en l'ensenyament del catecisme; raó per la qual va escriure el 1847: “ Història Sagrada per a l'ús de les escoles” (Storia Sacra per uso delle scuole). Després d'uns mesos els estudiants van ser examinats i gràcies als bons resultats obtinguts, se va assignar una subvenció anual de 300 francs. A més el 1847, es va introduir aquest mètode escolar en altres escoles; també es van propagar les escoles nocturnes.
El pare Bosco solia impulsar a l'estudi inculcant als seus alumnes el sentit del deure, apreciant sempre fins al més mínim esforç, incentivant-los, no tant que desenvolupessin la seva intel·ligència, sinó que enfortissin la seva voluntat i temperessin el seu caràcter. També els feia veure en què consistia la santedat que ell volia que conreessin. No havien de fer obres extraordinàries, sinó exactitud i fidelitat en el compliment dels propis deures de pietat i estudi, estant sempre alegres. L'alumne més destacat del pare Bosco, fou Domènec Savio, un noi que va arribar a ser sant amb l'ajut del mateix pare Bosco.
Desafortunadament, l'èxit del seu treball a l'Oratori (així anomenava el lloc on es reunien els nens) no va durar molt. El pare Bosco es va veure obligat a lliurar els espais utilitzats, i altres obstacles (com per exemple, que ningú volia donar-li un lloc per a estar amb els xics, i que la gent no volia que alçara esglésies) es van anar superposant. No obstant això, el sant es va enfrontar a aquests problemes sense rendir-se mai. Va continuar la seva labor, mudant l'oratori a diferents llocs. La seva mare se li va unir, venent tot el que tenia: la seva casa així com els seus mobles. Les classes van anar augmentant, i es van anar afegint dormitoris, per aquells que desitgessin viure a l'oratori. Així va néixer la primera Casa Salesiana.
El 1854 amb 39 anys, va comunicar a quatre joves que havia somiat que la Verge Maria li havia dit que havia de fundar una nova congregació. Va decidir que els seus integrants es dirien salesians, en memòria de Sant Francesc de Sales, qui seria el seu model de bondat en el tracte amb els joves. Es va informar sobre les regles de distints ordes religiosos, va demanar consell, i finalment va sotmetre el projecte al Papa Pius IX, que l'aprovaria el 1874.
Però totes les dificultats que el pare Bosco va haver de superar es veurien més que recompensades per la ràpida expansió del seu orde, que es propagaria per tot el món. L'any 1886 va visitar Barcelona i s'allotjà a Can Prats, una casa situada a l'actual passeig de Sant Joan Bosco, que Dorotea de Chopitea y de Villota va condicionar per a ell. El 3 de maig va ser convidat per Lluís Martí-Codolar a visitar la seva finca a la Vall d'Hebron (Horta) on van fer amistat. A la seva mort, Martí-Codolar va donar la finca als salesians.
Després d'aquesta visita Joan Bosco va tornar a la seva casa, on va tornar a donar les misses, encara que va començar a tindre malalties que feien que no poguera fer tot el que volia; fins al final de la seva vida va voler ajudar els joves. El sant va morir a Torí el 31 de gener de 1888. El seu cos resta incorrupte a la Basílica de Maria Auxiliadora a Torí.
El volia acabar de construir l'església de la creu del sagrat cor en Paris i va estar demanant almoines i recaptant diners amb l'ajuda de dues d'unes de les persones més importants de la seva vida, com són Dalmazzo i Ángel Savio. Malgrat que França passava per un moment en què la seva societat era Marxista i anticlerical va aconseguir realitzar un canvi de mentalitat en la gent de París, els parisencs, ja que van veure esperança en ell a causa d'una fotografia en la qual se li veia amb un rostre cansat i mans desgastades per treballar, això, per tant, va ajudar al fet que els francesos el veiessin com un fill de Déu.

### Congregació salesiana
El 1855 Urbano Rattazzi, un governador declarat anticlerical, va fer aprovar una llei en la qual suprimia 35 ordes religiosos, tancava 334 cases religioses, dispersava a 5456 sacerdots i religiosos i els privava dels seus drets civils. D'altra banda, l'Estat exigia el dret de triar al bisbe. El més sorprenent és que va ser el mateix Rattazziqui va aconsellar a Don Bosco com fundar la seva Congregació de tal manera que no s'enfrontarà amb la legislació civil, un altre element de la vida extraordinària d'aquest sacerdot. El seu consell va ser que formarà una societat clerical, una associació de ciutadans lliures que en el religiós depengués de l'Església, i en el social fossin lliures ciutadans. És per aquesta raó que la Congregació Salesiana ideada per Don Bosco té elements que no entren en conflicte amb la societat civil i que serien claus en l'expansió del carisma en els cinc continents i al llarg de les dècades següents. És per això que el nom oficial dels salesians és Societat de Sant Francesc de Sales. Don Bosco va evitar per exemple cridar als laics consagrats com a «fra» o «germà» per a cridar-los simplement «senyor» i no els va posar hàbit distintiu, mentre en l'organització de l'autoritat religiosa no va cridar als superiors com a prior, provincial o superior general, sinó director, inspector i rector major i no parlava de «convent» i «província», sinó de «casa» i «inspectoria», entre moltes altres particularitats que són termes civils més que religiosos.
El 26 de gener de 1854, Don Bosco va demanar ajuda a quatre joves, Miguel Rúa, Juan Cagliero, Francesia i Angelo Savio Rocchietti, per a poder ajudar milers de nens necessitats. Aquests van accedir a ajudar-lo.
Don Bosco després de molt pensar, va decidir que es dirien Salesians, en honor de Sant Francesc de Sales. Aquests quatre joves, van fer una promesa i un vot al Senyor, convertint-se així en pilars fonamentals per a la Congregació.

## Procés de canonització
El 1890, als dos anys de la seva mort, es va obrir el procés de canonització del pare Bosco. El 2 de juny de 1929, tan sols 39 anys després de la seva mort, Joan Bosco és proclamat beat i l'1 d'abril de 1934 és declarat sant pel Papa Pius XI.